# Бонавентура, Флор
Флор Бонавентура (фр. Flore Bonaventura; р. 12 октября 1988) — французская актриса.

## Биография
Итальянского происхождения. Полное имя Флор Сандра Мария Бонавентура. Родители развелись, когда они с сестрой были детьми. В возрасте 10 лет обнаружила в себе театральное призвание. В 2002—2005 обучалась драматическому искусству в консерватории Марселя Дюпре в Мёдоне, а с 2005 по 2009 на драматических курсах Эвы Сен-Поль в Париже.
В 2008 получила первую роль в телесериале, в 2009 снялась в одном из эпизодов сериала «Загадочные убийства Агаты Кристи». В 2010 году получила роль в сериале «Комиссар Мажелан», в котором снималась до 2013. С 2011 года исполняет роли в полнометражных телевизионных лентах, с 2012 — в кинофильмах. В 2013 году играла в фильме Седрика Клапиша «Китайская головоломка», а также снялась в главной роли в детективном сериале «Источник».

## Фильмография

### Кино
- 2012 — Как братья / Comme des frères — Кассандра
- 2012 — White City Spleen (короткометражный фильм) — сестра
- 2013 — Соргой Праков, моя европейская мечта / Sorgoï Prakov, my european dream
- 2013 — Китайская головоломка / Casse-tête chinois — Изабель де Грот, няня
- 2014 — Воспоминания / Les Souvenirs — Луиза
- 2015 — Одиль и Мишель / Odile Et Michel (короткометражный фильм) — Одиль
- 2016 — Горилла / Gorilla (короткометражный фильм) — Катрин Идальго
- 2019 — Paradise Beach — Татьяна
- 2019 — Bootyful (короткометражный фильм) — Эстель
- 2019 — Хочу, чтобы кто-нибудь где-то меня ждал / Je voudrais que quelqu'un m'attende quelque part — Сара Брио

### Телевидение

#### Телефильмы
- 2011 — Договоры с моей матерью / Petits arrangements avec ma mère — Памина
- 2012 — Две мои любви / Mes deux amours — Жюльетт Кантарелла
- 2012 — Несмотря на них / Malgré-elles — Алис Фабр
- 2014 — Закон, сражение одной женщины за всех / La Loi, le combat d'une femme pour toutes les femmes — Диана
- 2015 — Раны острова / Les blessures de l'île — Манон Легаль
- 2015 — Обещание огня / La promesse du feu — Тиффани Рош
- 2017 — Смерть в душе / La Mort dans l'âme — Полин Ланье
- 2018 — Черные Скалы / Roches Noires — Лиза Шампьон
- 2019 — Тени Лизьё / Les Ombres de Lisieux — Лорен Летерье
- 2019 — Первый забытый / Le Premier oublié — Морен

#### Телесериалы
- 2008 — Мой отец спит в амбаре / Mon père dort au grenier — Кисс Дакур
- 2009 — Загадочные убийства Агаты Кристи / Les petits meurtres d'Agatha Christie (сезон 1, эпизод 5 «Кот и мыши») — Жюльет Буассо-Ларозьер
- 2009 — 2013 : Комиссар Мажелан / Commissaire Magellan (эпизоды 1—9) — Жюльет Мажелан
- 2012 — Алис Невер: женщина-следователь / Alice Nevers : Le juge est une femme (сезон 10, эпизод 2 «Животное») — Эмили Бертоли
- 2012 — Комната 327 / Chambre 327 (мини-сериал) — Лиза Марсак
- 2013 — Источник / La Source — Мари Вуазен
- 2014 — До последнего / Jusqu'au dernier (мини-сериал) — Сибиль Латур
- 2017 — Бен / Ben — Натали

## Награды
- Кабурский кинофестиваль — приз Первых Рандеву за «Китайскую головоломку» (2014)